# Lacombe Lucien
Pour les articles homonymes, voir Lacombe.
Pour plus de détails, voir Fiche technique et Distribution.
Lacombe Lucien est un film franco-italo-allemand réalisé par Louis Malle sorti en 1974. En partie basé sur ce qu'a vécu le réalisateur, le film questionne l'héroïsme de l'engagement au regard du hasard des circonstances, source d'une polémique qui conduira l'auteur à s'exiler de France.

## Synopsis
En juin 1944, sous l'Occupation allemande, Lucien Lacombe retourne chez ses parents pour une journée de congé de l'hospice où il fait le ménage. Son père est prisonnier de guerre en Allemagne et sa mère vit avec le maire du village.
L'adolescent demande à Peyssac, son instituteur devenu résistant, de le faire entrer dans le maquis, mais ce dernier refuse, le trouvant trop jeune. Lorsque le jeune homme est arrêté par hasard par la police, il dénonce son instituteur sous l'empire de l'alcool et rejoint alors la Gestapo française — corps auxiliaire français de la Gestapo —, devenant un agent de la police allemande alors que l'Occupation touche à sa fin, pillant et rançonnant à son gré.
Il tombe amoureux d'une jeune femme juive, France Horn, après avoir rencontré Albert Horn aux côtés de son supérieur dans la Gestapo, qui rackette cette famille.
Après avoir tué un SS, Lucien finit par s'enfuir à la campagne avec la jeune femme et sa grand-mère en espérant gagner l'Espagne.
L'épilogue révèle qu'il fut arrêté le 12 octobre et exécuté par la Résistance pour trahison.

## Fiche technique
- Titre original : Lacombe Lucien
- Réalisateur : Louis Malle, assisté de Marc Grunebaum
- Scénario : Louis Malle, Patrick Modiano
- Photo : Tonino Delli Colli
- Format 35 mm couleur (Eastmancolor) - Ratio 1,66:1
- Décors : Ghislain Uhry
- Musique : Django Reinhardt, André Claveau, Irène de Trébert
- Montage : Suzanne Baron
- Son : Jean-Claude Laureux
- Genre : drame
- Durée : 132 minutes
- Pays de production :  France,  Italie,  Allemagne de l'Ouest
- Langue : français
- Date de sortie : 30 janvier 1974

## Distribution
- Pierre Blaise : Lucien Lacombe
- Aurore Clément : France Horn
- Holger Löwenadler : Albert Horn
- Therese Giehse : Bella Horn, la grand-mère
- Stéphane Bouy : Jean-Bernard de Voisin
- Loumi Iacobesco : Betty Beaulieu
- René Bouloc : Stéphane Faure
- Pierre Decazes : Henri Aubert
- Jean Rougerie : Tonin
- Cécile Ricard : Marie
- Jacqueline Staup : Mlle Lucienne Chauvelot
- Ave Ninchi : Mme Georges, la patronne de l'hôtel
- Pierre Saintons : Hippolyte
- Gilberte Rivet : la mère de Lucien
- Jacques Rispal : M. Laborit, propriétaire des Horn
- Jean Bousquet : l'instituteur Peyssac
- Gaëtan Bloom : Patrick Vaugeois, le fils du docteur

## Production

### Lieux de tournage
Le film a été tourné dans les départements du Lot dans les communes de Figeac (dans l'ancien hôtel du Viguier, rue Delzens), Arcambal et Sénaillac-Lauzès, et de Tarn-et-Garonne, à Montauban,.

## Distinctions
- Prix Méliès en 1974
- British Academy Film Award du meilleur film

## Réception
Selon l'historien du cinéma Jean-Pierre Jeancolas, le film « travaille la mémoire et la mauvaise conscience de la France occupée » et va déchaîner « les passions dans la presse et l’opinion » dans les premiers mois de 1974.
Le héros du film n'a pas d'idéologie, pas de conscience politique, il ne réfléchit pas,. Il commence par vouloir s'engager dans la résistance, mais il n'y est pas accepté, en raison de son jeune âge. Et il devient membre de la gestapo française non par conviction, mais parce qu'il y trouve comme une sorte de famille, ainsi que la possibilité de jouir d'un certain pouvoir. Le Point estime que « c'est par hasard – et non par choix idéologique » que Lucien Lacombe « se retrouve dans le camp des miliciens ». Et pour Le Point, le film montre simplement la facilité avec laquelle une personne ordinaire « peut basculer dans l'ignominie ».
Mais, à la sortie du film, ce dernier fut critiqué en France aussi par bien les gaullistes que les communistes, qui lui reprochèrent de légitimer les agissements d'un collabo.
Ainsi, pour pouvoir poursuivre sa carrière, Louis Malle s'exila aux États-Unis,. Il ne reviendra avec succès en France qu'en 1987 avec le film Au revoir les enfants, qui est le contrepoint de Lacombe Lucien.